# Euticrate di Olinto
Euticrate di Olinto (in greco antico: Εὐθυκράτης?, Euthykrátēs; Olinto, IV secolo a.C. – ...) è stato un politico greco antico, di parte filo-macedone.
Nel 343 a.C. gli abitanti di Delo chiesero che gli Ateniesi restituissero loro l'amministrazione del fiorente santuario di Apollo posto sull'isola, anche se in realtà il loro vero scopo era ridiventare autonomi rispetto ad Atene; la questione, religiosa ma con evidente significato politico, fu demandata al consiglio dell'anfizionia di Delfi, presieduta da Filippo II. I Delii scelsero come loro avvocato Euticrate, filo-macedone, con il chiaro intento di compiacere il sovrano di Macedonia. Euticrate, tra l'altro, si era dimostrato favorevole alla conquista della Calcidica da parte dei Macedoni (348 a.C.). La prima menzione di Euticrate (Diodoro XVI, 53) è come ipparco della cavalleria insieme a Lastene. In seguito alla sconfitta per mano di Filippo, Euticrate tradì la propria patria, Olinto, e risultò responsabile della distruzione di 40 città calcidiche in seguito conquistate dai Macedoni (fr. 76 b, ed. Worthington, Cooper ed Harris).
Gli Ateniesi inizialmente scelsero Eschine, anche se alla fine inviarono all'anfizionia Iperide, che pronunciò l'orazione Sui Delii. Iperide, in una parte del suo discorso (fr. 76 - 80, ed. Worthington, Cooper ed Harris), si pronunciò contrario alla nomina di Euticrate come prosseno, sulla proposta di Demade. Nient'altro si conosce su Euticrate di Olinto